# Lekanesphaera levii
Lekanesphaera levii är en kräftdjursart som först beskrevs av Roberto Argano och Ponticelli 1981.  Lekanesphaera levii ingår i släktet Lekanesphaera och familjen klotkräftor. Inga underarter finns listade i Catalogue of Life.